# Pókember: Idegenben
A Pókember: Idegenben (eredeti cím: Spider-Man: Far From Home) 2019-ben bemutatott amerikai szuperhősfilm Jon Watts rendezésében. Gyártója a Columbia Pictures és a Marvel Studios, forgalmazója a Sony Pictures Releasing. A 2017-ben bemutatott Pókember: Hazatérés című film folytatása, egyúttal a Marvel-moziuniverzum (MCU) huszonharmadik filmje. A forgatókönyvet Chris McKenna és Erik Sommers írta. A főszerepet Tom Holland, mint címszereplő Pókember, Zendaya, Marisa Tomei, Jake Gyllenhaal, Cobie Smulders és Samuel L. Jackson alakítja.
A film bemutatója az Egyesült Államokban 2019. július 2., Magyarországon 2019. július 4. volt.

## Cselekménye
Ixtencóban (Mexikó), Nick Fury és Maria Hill egy természetellenes ciklon helyszínéhez érkezve belebotlanak a Föld Elementálba. Később egy szuperképességekkel rendelkező férfi, Quentin Beck megérkezik és megküzd a szörnnyel.
New Yorkban a Midtown-i Természettudományi és Technológiai Gimnáziumban újrakezdik a tanévet, hogy a diákok, akik „visszapittyentek” nyolc hónappal ezelőtt, tudjanak alkalmazkodni. A gimi rendez egy kéthetes kirándulást Európába, ahol Peter Parker, aki még mindig nehezen viseli mentora, Tony Stark halálát, azt tervezi, hogy elmondja az érzelmeit egyik osztálytársa, MJ iránt.
Egy hajléktalan szálló nyitóestjén, amit a nagynénje, May szervezett, Happy Hogan szól Peternek, hogy Nick Fury hívja telefonon, de Peter kinyomja a hívást.
Peter és osztálytársai elutaznak Velencébe, ahol résztvevői lesznek a Víz Elementál támadásának, ami hatalmas pusztítást okoz a városban. Beck is megérkezik és elpusztítja a lényt, közben Peter is próbál segíteni. Fury találkozik Peterrel és odaadja neki Stark szemüvegét, ami hatalmat ad neki Stark dolgai fölött. A szemüveg el van látva egy „E.D.I.T.H.” nevű mesterséges intelligenciával, ami be tud lépni a Stark Industries adatbázisába és képes egy óriás orbitális fegyverszállítót irányítani. Beck azt állítja, hogy az Elementálok megölték a családját és a világát, ahol élt, ami egyike volt a multiverzum több ezer valóságának. Fury módosítja a kirándulás  útvonalát Prágába, ahol a Tűz Elementál készül támadni. Egy helyi karneválon csap le, ahol Beck, Peter segítségével, megöli a lényt.
Fury és Hill meghívják Petert és Becket Berlinbe, ahol egy új szuperhős csapat megalakításáról terveznek tárgyalást tartani. Peter érdemesnek tartja Becket arra, hogy átvegye Stark helyét, ezért odaadja neki a szemüveget, amit Stark neki adott.
Beckről kiderül, hogy egykor egy holografika-illuzió specialista volt a Stark Industries-nál, ahonnan kirúgták a labilis személyisége miatt és most egy csapat ex-Stark alkalmazottat vezet és fejlett projektor és harci drónokat használ, hogy szimulálhassa az Elementálokat és így elhiteti az emberekkel, hogy ő egy hős.
MJ rájön, hogy Peter valójában Pókember. Együtt rájönnek, hogy egy darabka törmelék, amit MJ talált a karneváli csata után, egy projektor, ami lejátszik egy szimulációt a Levegő Elementálról, amiből megtudják, hogy Beck csaló.
Amikor előkészíti a következő illuziót, Beck megtudja, hogy MJ bizonyítékot talált a megtévesztésről.
Peter elutazik Berlinbe, ahol találkozik Fury-val, de rájön, hogy ez is Beck egyik illuziója. Miután átküzdi magát egy tucatnyi illúzión, Fury megsebesíti Becket és arra kényszeríti Petert, hogy mondja el ki tud még a megtévesztésről, de aztán kiderül, hogy ez is egy újabb illúzió. Ezt követően Petert elüti egy vonat, túléli, de súlyosan megsebesül.
Egy holland börtönben tér magához, ahonnan megszökik és felhívja Happy Hogant. Hogan elviszi Petert Londonba és megmutatja neki Stark ruha-tervező gépét, amivel Peter csinál magának egy új ruhát.
Beck arra használja E.D.I.T.H.-et, hogy segítségével megalkossa az eddigi legnagyobb illuzióját: mind a négy Elementál egyesülve, amit arra használ, hogy fedezékként megölje MJ-t és bárki mást, akinek elmondta a titkát. Peter áttör az illúzión és legyőzi Becket, aki meghal egy drón véletlenszerűen kilőtt lövedékétől. Peter visszatér New York-ba, ahol elkezdi a kapcsolatát MJ-vel.
Az első stáblista utáni jelenetben J. Jonah Jameson, a Hírharsona.com riportere Pókembert hibáztatja az Elementálok támadásáért és lejátszik egy felvételt, amit Beck vett fel, amiben azt hazudja, hogy Pókember meg akarja őt ölni és elmondja a titkos személyazonosságát. A második stáblista utáni jelenetben kiderül, hogy Nick Furyt és Maria Hillt Talos és Soren, az alakváltó Skrull-ok alakították egész végig, akiket az igazi Fury kért meg, hogy alakítsák őket, miközben ő egy Skrull űrhajót irányít.

## Szereposztás
| Szerep                               | Színész             | Magyar hang       | Leírás |
| ------------------------------------ | ------------------- | ----------------- | --- |
| Peter Parker / Pókember              | Tom Holland         | Baráth István     | Középiskolás és Bosszúálló, aki pókszerű képességeket kapott, miután megcsípte egy radioaktív pók. |
| Nick Fury                            | Samuel L. Jackson   | Vass Gábor        | A S.H.I.E.L.D. egykori igazgatója. |
| Michelle „MJ” Jones                  | Zendaya Coleman     | Csuha Borbála     | Peter egyik osztálytársa, később barátnője. |
| Maria Hill                           | Cobie Smulders      | Szinetár Dóra     | Egykori magas rangú S.H.I.E.L.D. ügynök, aki együtt dolgozik Fury-val |
| Harold „Happy” Hogan                 | Jon Favreau         | Kálid Artúr       | A Stark Industries korábbi biztonsági vezetője. Tony Stark és Peter Parker testőre |
| Julius Dell                          | J. B. Smoove        | Bognár Tamás      | Parker tanára és kísérője az európai iskolai kiránduláson. |
| Ned Leeds                            | Jacob Batalon       | Szvetlov Balázs   | Peter legjobb barátja és osztálytársa. |
| Roger Harrington                     | Martin Starr        | Rajkai Zoltán     | Parker egyetemi tízpróba-tanára és kísérője az európai iskolai kiránduláson. |
| May Parker                           | Marisa Tomei        | Györgyi Anna      | Peter nagynénje. |
| Quentin Beck / Mysterio              | Jake Gyllenhaal     | Mészáros Béla     | A Stark Industries egykori alkalmazottja és holografikus-illúziók specialistája, aki a multiverzum 833-as Földről származó szuperhősnek adja ki magát. Nick Fury toborozza, hogy segítsen Pókembernek megállítani az Elementálokat |
| Flash Thompson                       | Tony Revolori       | Rada Bálint       | Peter riválisa és osztálytársa. |
| Betty Brant                          | Angourie Rice       | Kardos Eszter     | Szintén Peter egyik osztálytársa és Ned barátnője. |
| Jason Ionello                        | Jorge Lendeborg Jr. | Czető Roland      | Peter egyik osztálytársa. |
| William Ginter Riva                  | Peter Billingsley   | Kajtár Róbert     | A Stark Industries egykori alkalmazottja, aki most Becknek dolgozik. |
| J. Jonah Jameson                     | J. K. Simmons       | Reviczky Gábor    | A Hírharsona riportere. |
| Talos                                | Ben Mendelsohn      | Mihályfi Balázs   | A Skrullok alakváltó vezetője, aki Nick Fury-t alakította az egész film alatt |
| Soren                                | Sharon Blynn        | Eke Angéla        | Skrull alakváltó, Talos felesége, aki Maria Hillt alakította az egész film alatt |
| Dimitri Smerdyakovot                 | Numan Açar          | Törköly Levente   | Fury egyik munkatársa. |
| Brad Davis                           | Remy Hii            | Kenéz Ágoston     | Népszerű diák, aki Parker szerint versenyez MJ kegyeiért. |
| Janice Lincoln                       | Claire Rushbrook    | Sági Tímea        | Becknek dolgozó nő. |
| Zach                                 | Zach Barack         | Major Erik        | Peter egyik osztálytársa. |
| E.D.I.T.H.                           | Dawn Michelle King  | Peller Anna       | Peter mesterséges intelligenciája |
| Tony Stark / Vasember                | Robert Downey Jr.   | Fekete Ernő       | A Stark Industries igazgatója és Peter mentora volt. (archív felvételeken) |
| Obadiah Stane                        | Jeff Bridges        | Sörös Sándor      | A Stark Industries korábbi társigazgatója (archív felvételeken) |
| Vízember Olvasztár Homokember Ciklon | Nem szólalnak meg   | Nem szólalnak meg | Az Elementálok tagjai, akiket Mysterio szimulál fejlett projektor drónokkal |

## Folytatás
2017 áprilisában bejelentették, hogy lesz harmadik rész is. Tom Holland bejelentette, hogy a harmadik rész Peter Parker utolsó középiskolás évében játszódik. 2019 júliusában Kevin Feige kijelentette, hogy a harmadik rész „olyan Peter Parker történetet mesél el, amelyet még soha nem láttunk filmen”, utalva a stáblista utáni jelenetre. Jon Watts és Tom Holland a folytatásban legszívesebben Kraven, a vadászt képzelnék el főgonoszként.